# Maasdonk
Maasdonk – gmina w prowincji Brabancja Północna w Holandii. Liczy sobie 11 222 mieszkańców (stan na 2014 rok).
Stolicą gminy jest miejscowość Geffen (4560 mieszk.). Ponad 2000 mieszkańców mają jeszcze dwie miejscowości: Nuland (4380) oraz Vinkel (2380). Jest tam także kilka wiosek: Elst, Heeseind, Lagekant, Kaathoven, Schotsheuvel i Zoggel.
Gmina już niedługo zniknie z map. 27 września 2013 roku ministrowie uchwalili decyzję o połączeniu Maasdonk z sąsiednimi gminami. 1 stycznia 2015 roku Geffen wejdzie w skład gminy Oss, a Nuland i Vinkel będzie należeć do ’s-Hertogenbosch.
Przez gminę przechodzi autostrada A59.
Współpraca partnerska - Gminy Góra i Maasdonk podpisały układ o współpracy 13 lutego 1998 roku, choć kontakty utrzymywane są od 1993 roku. Efektem dotychczasowej współpracy jest organizacja praktyk rolniczych w Holandii dla 18 osobowej grupy młodzieży z Gminy Góra, wizyta w Polsce rolników z Maasdonk, wymiana kulturalna, utworzenie spółki holenderskiej w mieście Góra „Stokkom-Donk-Erp”, prowadzącej działalność w zakresie techniki światłowodowej.